# Dyjda
Dyjda (ukr. Дийда, rus. Дийда, węg. Beregdéda) – wieś na Ukrainie w rejonie berehowskim obwodu zakarpackiego w 2001 r. liczyła 2013 mieszkańców.
W pobliżu wsi znajduje się zamek Beregdédai tóvár. Kościół ewangelicko-reformowany został zbudowany w XIII wieku w stylu romańskim.